# Châteaubourg (Ille-et-Vilaine)
Châteaubourg is een gemeente in het Franse departement Ille-et-Vilaine in de regio Bretagne. De plaats maakt deel uit van het arrondissement Fougères-Vitré. Châteaubourg telde op 1 januari 2022 7.523 inwoners. Er ligt station Châteaubourg.

## Geografie
De oppervlakte van Châteaubourg bedroeg op 1 januari 2022 28,6 vierkante kilometer; de bevolkingsdichtheid was toen 263 inwoners per km².

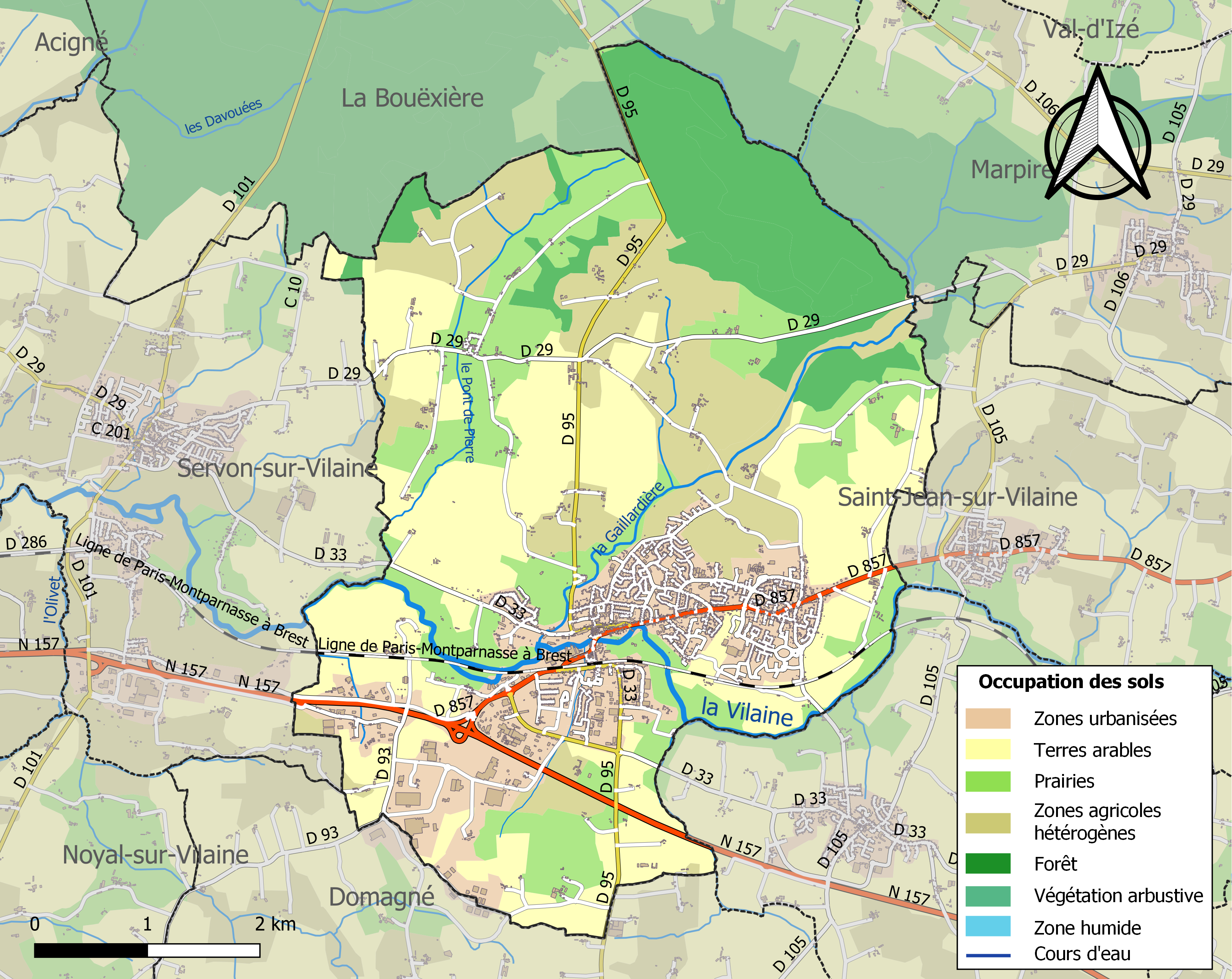
Kaart van de gemeente met belangrijkste infrastructuur, bodemgebruik en omliggende gemeenten

## Demografie
Onderstaande figuur toont het verloop van het inwonertal, bron: INSEE-tellingen. 

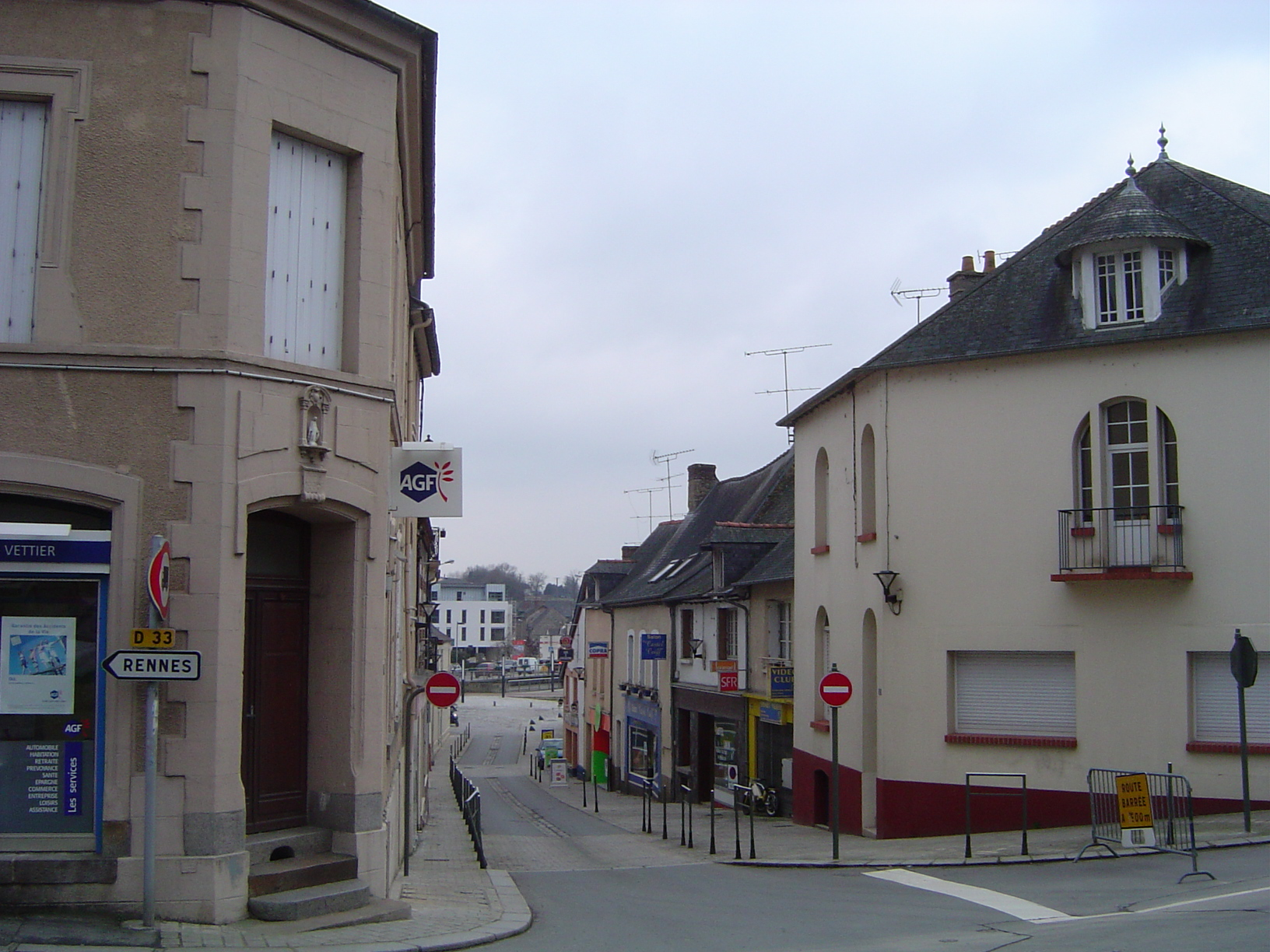
Centrum
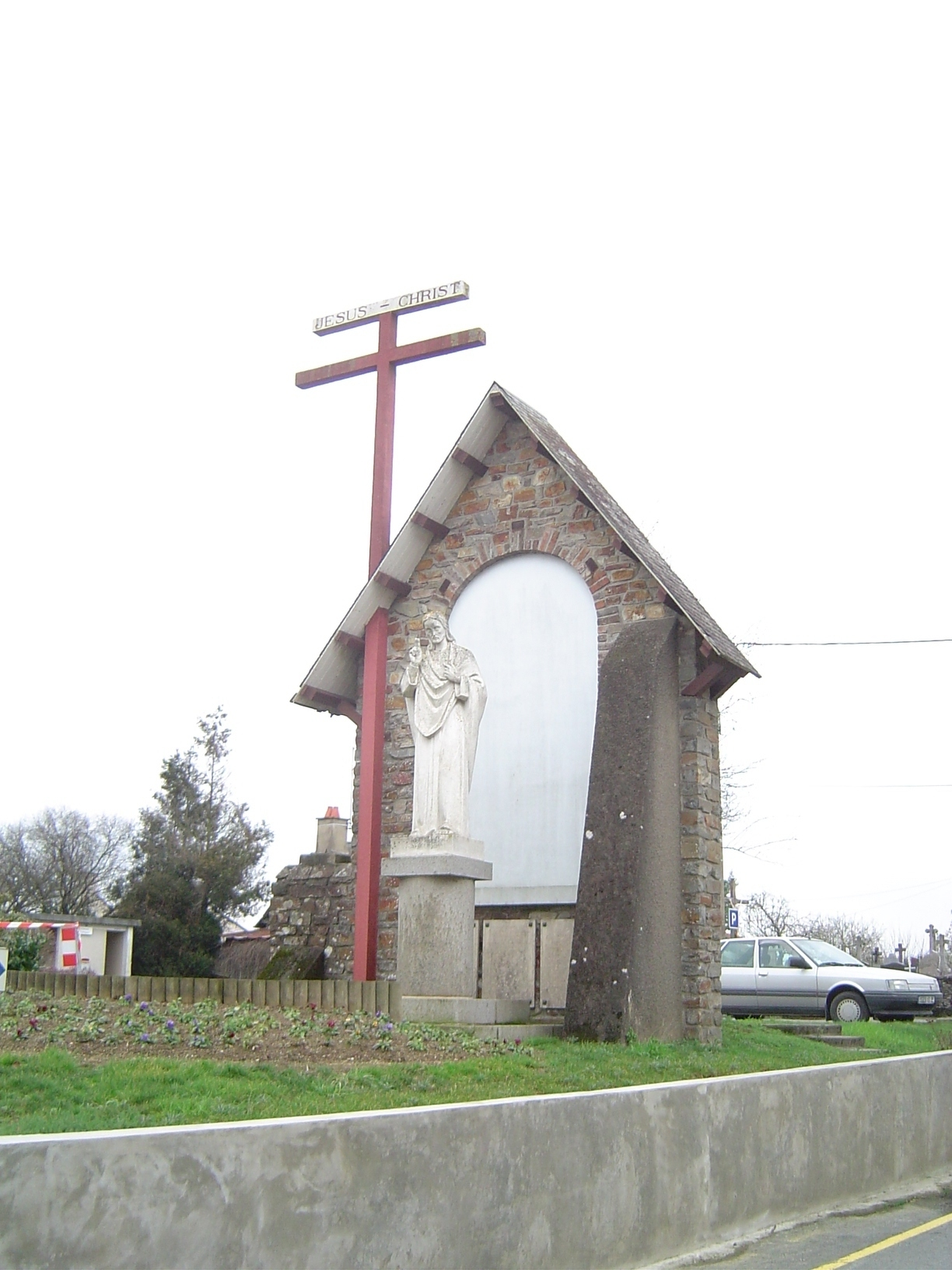
Calvaire
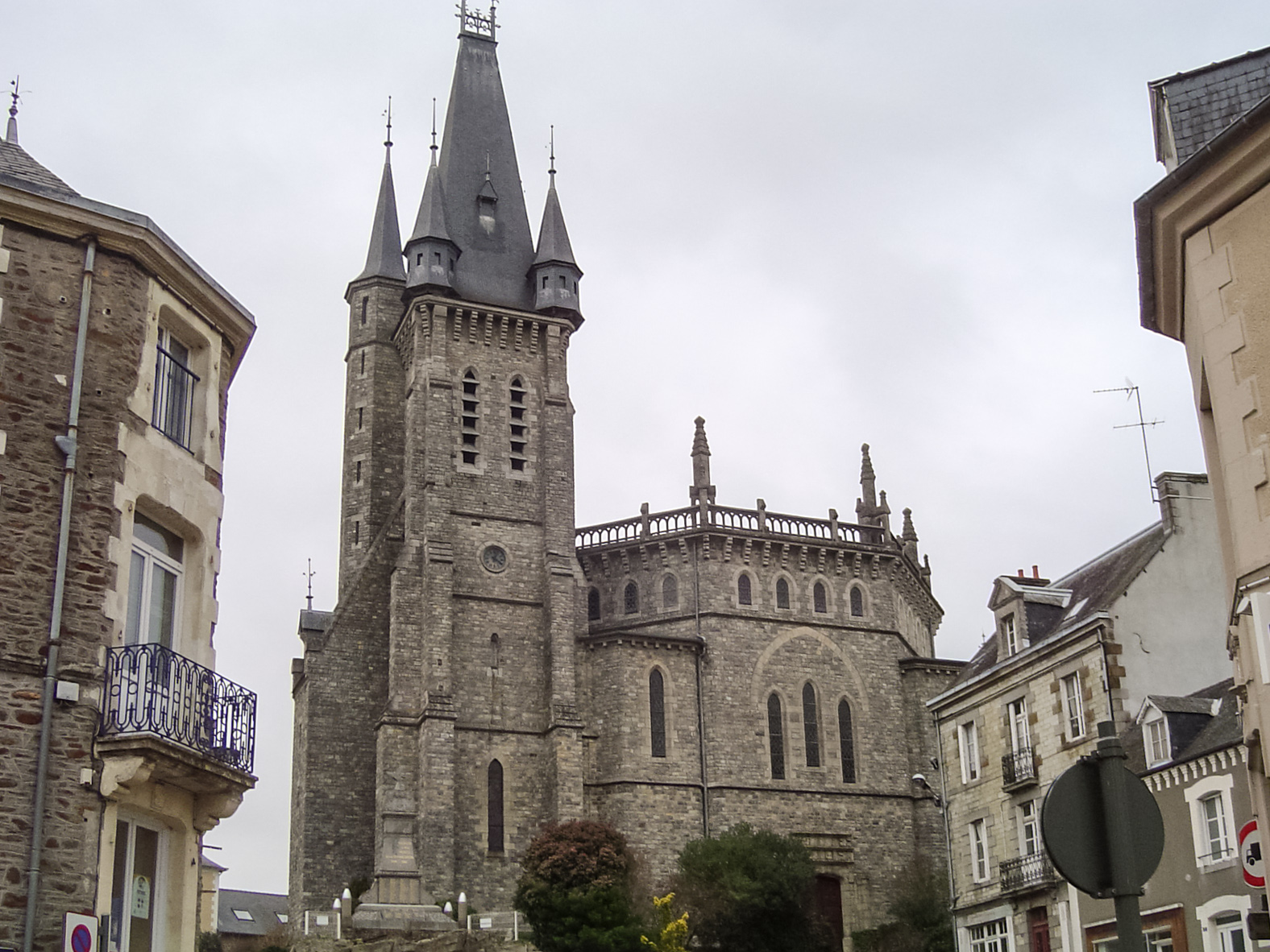
Église Saint-Pierre
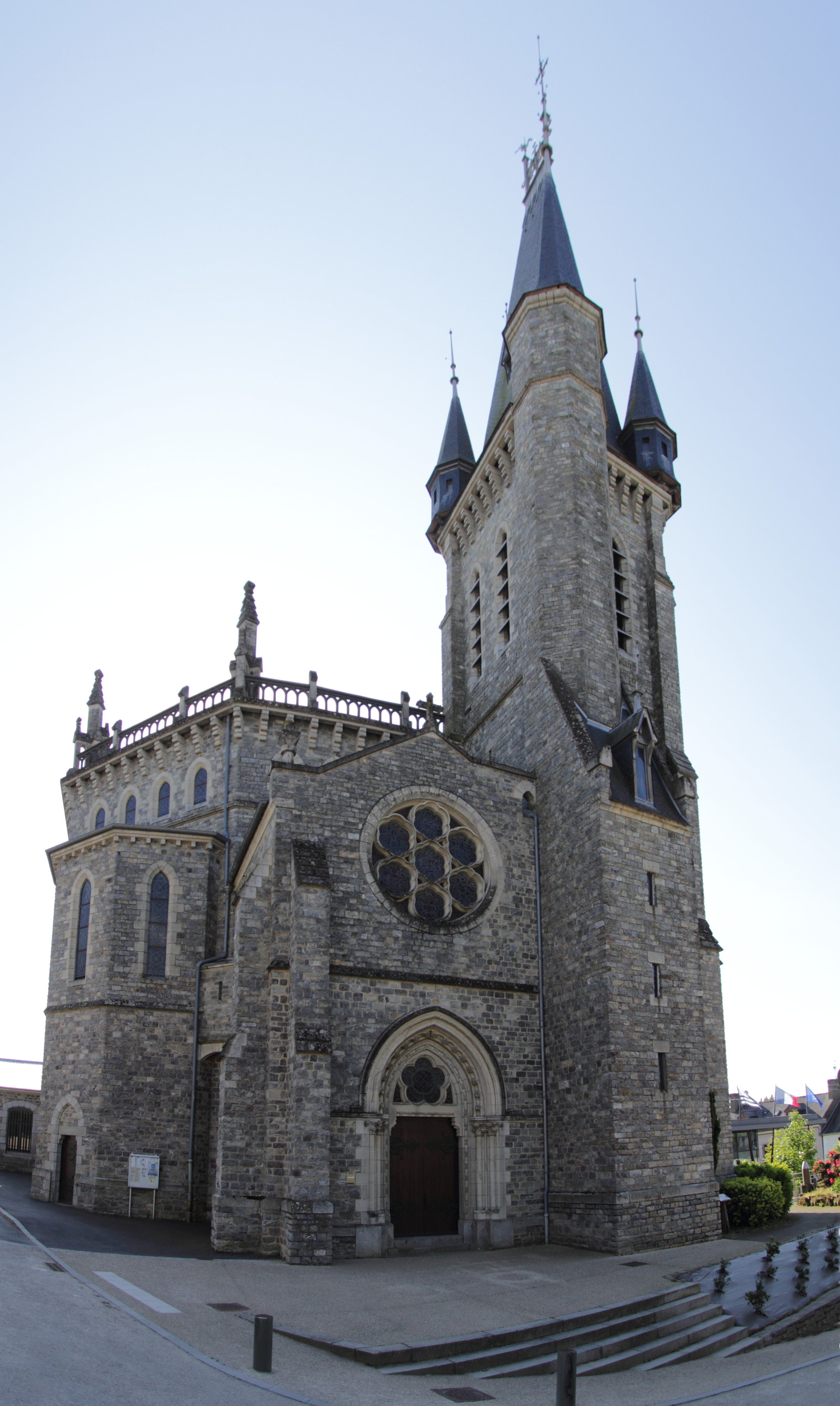
Église Saint-Pierre
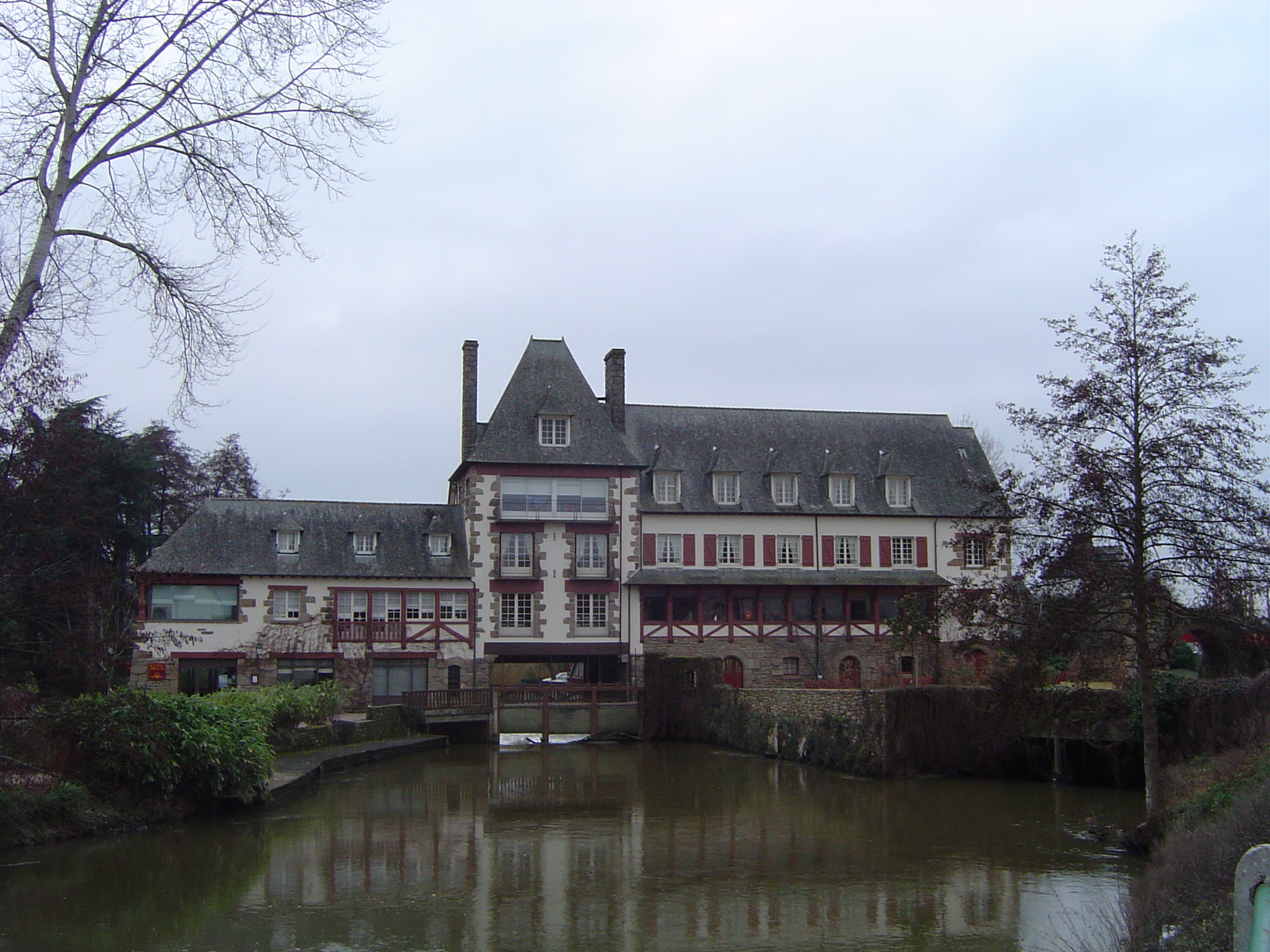
Hôtel Ar Milin
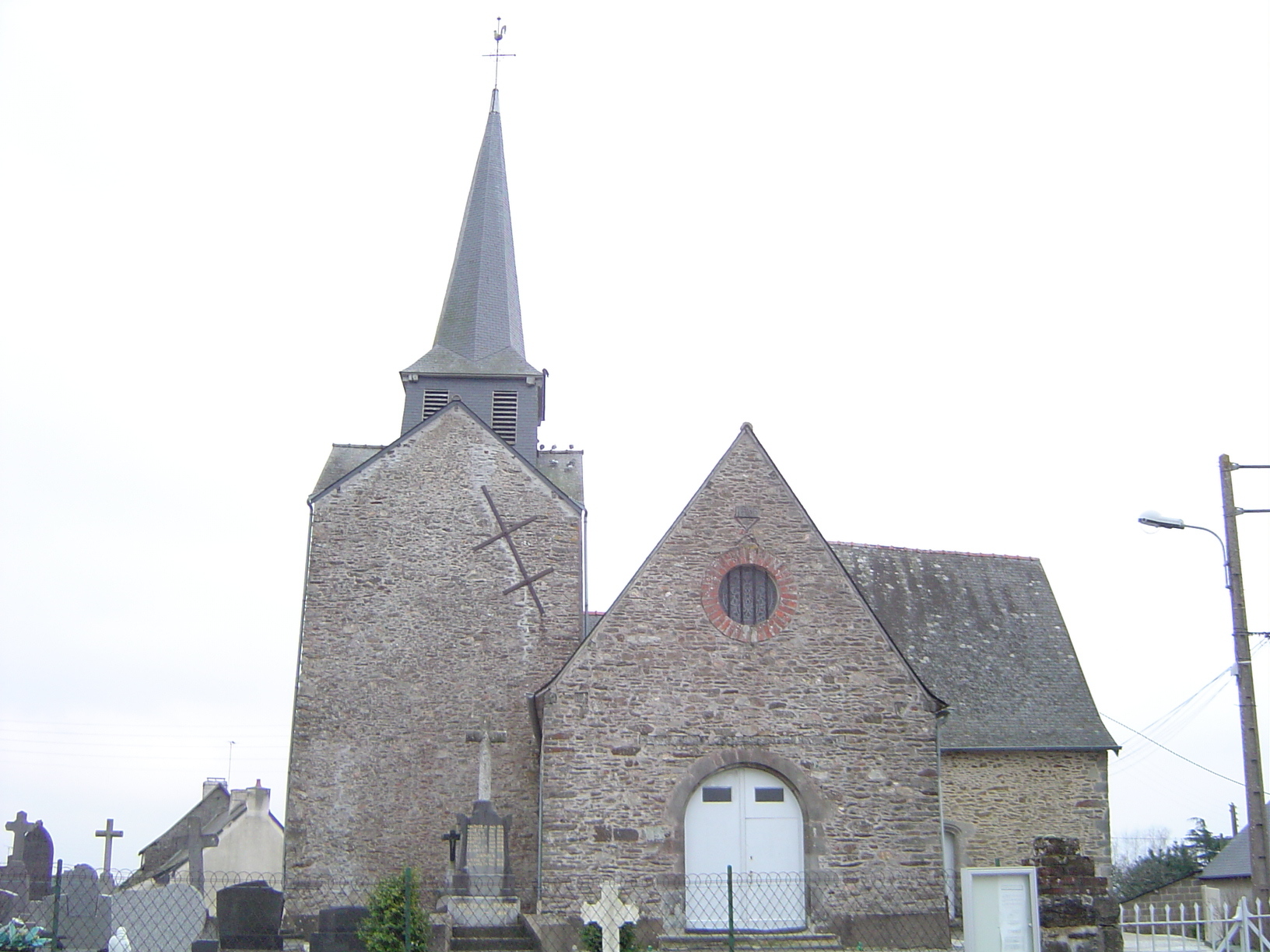
Église Saint-Melaine
Voormalig gemeentehuis